# Mesotrosta incerta
Mesotrosta incerta là một loài bướm đêm trong họ Noctuidae.